# Шахрак-э-Бабек
Шахра́к-э-Бабе́к или Шахра́к-э-Азади́ (перс. شهرك بابك‎) — небольшой город на юго-западе Ирана, в провинции Хузестан. Входит в состав шахрестана  Эндимешк. На 2006 год население составляло 4 576 человек.

## География
Город находится на северо-западе Хузестана, в северной части Хузестанской равнины, на высоте 111 метров над уровнем моря.
Шахрак-э-Бабек расположен на расстоянии приблизительно 125 километров к северо-западу от Ахваза, административного центра провинции и на расстоянии 460 километров к юго-западу от Тегерана, столицы страны.